# Municipalitatea Benito Juárez, Sonora
Benito Juárez este o municipalitate din statul Sonora din Mexico. Reședința municipalității este localitatea  Villa Juárez.